# گمینا شویرکلانیتس
گمینا شویرکلانیتس (به لهستانی:  Gmina Świerklaniec) یک گمینا در لهستان است که در شهرستان تارنووسکیه گور واقع شده‌است. گمینا شویرکلانیتس ۴۴٫۲۶ کیلومتر مربع مساحت و ۱۱٬۵۵۶ نفر جمعیت دارد.